# Флювіальні процеси
Флювіа́льні проце́си (від лат. fluvius — ріка, потік; англ. Fluvial processes) — сукупність поверхневих процесів, які зумовлені водою, яка тече, або відбуваються у водному потоці: ерозія, транспортування, акумуляція.

## Методи дослідження
- польові:

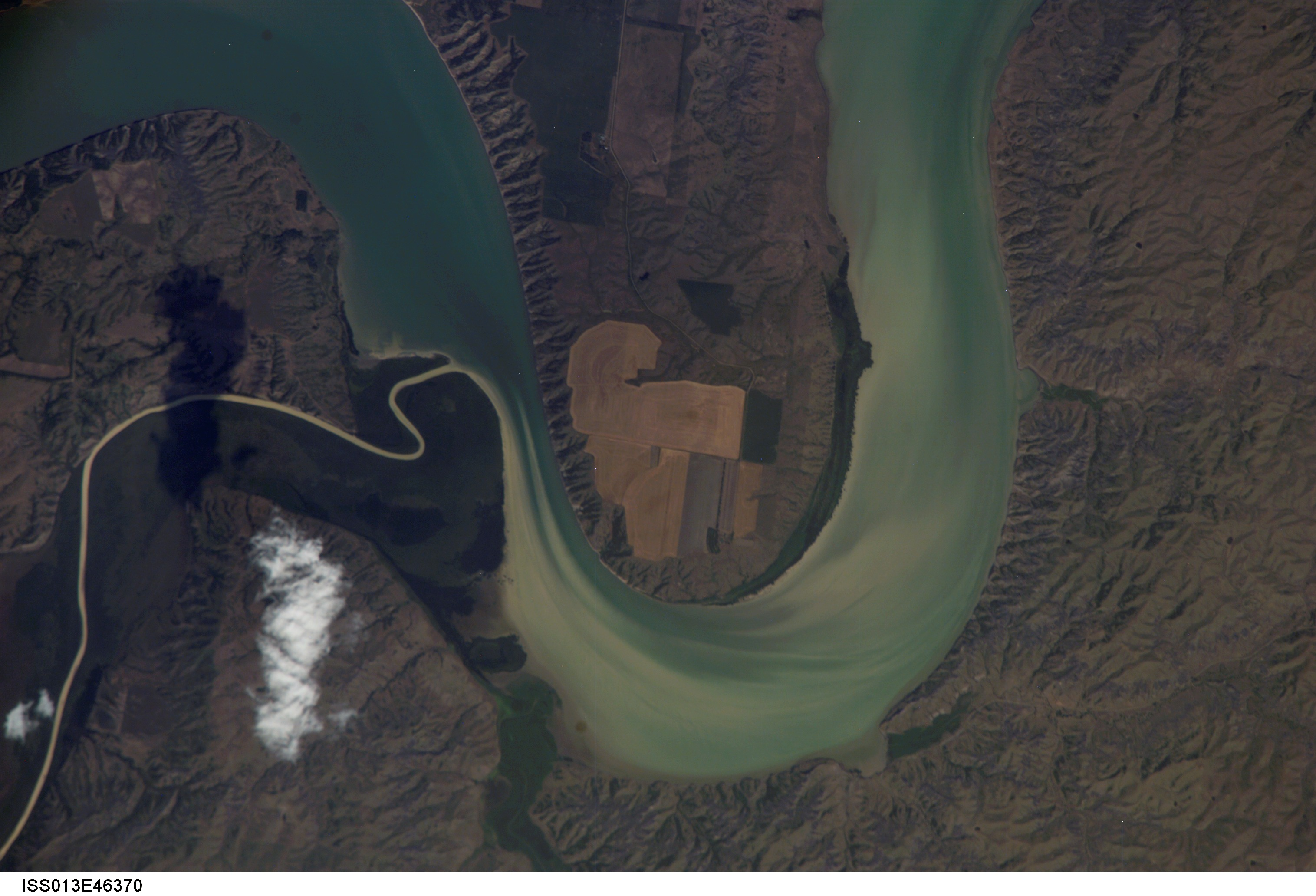
Біла річка названа так через глину, яку вона збирає у безплідних землях Південної Дакоти. Тут вона впадає в річку Міссурі та забарвлює її води глиною.

  - методи безпосереднього спостереження змін;
  - опитування очевидців;
  - опис відслонень і бурові роботи;
- картометричні методи — дають змогу отримати кількісні показники змін флювіальних форм, порівнюючи різночасові топографічні карти чи плани місцевості;
- дистанційні методи — для досліджень флювіальних форм використовують космознімки, отримані у видимому та ближньому інфрачервоному діапазонах електромагнітного спектра, й аерофотознімки;
- морфологічний метод — полягає у тому, що сучасна динаміка рельєфу виражена у його зовнішніх обрисах. Найдинамічніші форми, тобто ті, які активно розвиваються, мають зазвичай різкі обриси, круті схили, тому вони різко виділяються на фоні навколишньої місцевості, добре розпізнаються на топокартах чи дистанційних матеріалах;
- методи математичного моделювання — моделюють глибину, швидкість течії, ухил русла, склад донного матеріалу, характер і величину наносів;
- методи лабораторних експериментів — виконують, щоб довести або спростувати сформульовану гіпотезу.